# Welcome to Genoa
Welcome to Genoa è l'ottavo album studio della Oi! band Klasse Kriminale.

## Brani
1. Intro - 0'31"
2. Security World - 1'24"
3. Riot! (Are You Ready?) (New Version) - 2'03"
4. Welcome To Genoa (Radio Edit feat. Local Heroes) - 2'39"
5. Gridalo Forte (Rmx) - 1'43"
6. Robin Hood Crew - 2'53"
7. Fuego In Babylon (feat. Daddy Briggy) - 3'48"
8. Generazione Distruttiva (Rmx) - 3'04"
9. Faccia a Faccia (feat. Daddy Briggy Rmx) - 4'07"
10. Police Oppression (Live) - 2'20"
11. Mutiny On The World (Direct Action) (Live) - 2'34"
12. Mangia i Ricchi (Live) - 1'50"
13. Out Of Jail - 2'42"
14. Welcome To Genoa (video) - 2'22"